# Antonieto Cabajog
Antonieto Dumagan Cabajog (ur. 10 maja 1956 w Cebu) – filipiński duchowny rzymskokatolicki, od 2001 biskup Surigao.

## Życiorys
Ukończył studia filozoficzne i teologiczne na Uniwersytecie św. Tomasza w Manili. Uzyskał także tytuł doktora z prawa kanonicznego na Papieskim Uniwersytecie św. Tomasza z Akwinu.
Święcenia kapłańskie przyjął 9 kwietnia 1981 i został inkardynowany do diecezji Tagbilaran. Pełnił funkcje m.in. ojca duchownego i profesora seminarium w Tagbilaranie,
asystenta sekretarza generalnego Konferencji Episkopatu Filipin, a później ekonoma tejże instytucji, profesora prawa kanonicznego na Uniwersytecie św. Tomasza w Manili oraz proboszcza parafii w Tagbilaranie.

### Episkopat
13 stycznia 1999 został mianowany przez papieża Jana Pawła II biskupem pomocniczym archidiecezji Cebu oraz biskupem tytularnym Reperi. Sakry udzielił mu 16 marca tegoż roku ówczesny arcybiskup Cebu, kard. Ricardo Vidal.
21 kwietnia 2001 otrzymał nominację na biskupa diecezjalnego Surigao.